# 大斑副唇魚
大斑副唇魚，為輻鰭魚綱鱸形目隆頭魚亞目隆頭魚科的其中一種，分布於西太平洋的新幾內亞海域，棲息深度5-50公尺，體長可達5.1公分，棲息在碎石底質的外海礁坡，生活習性不明。

## 擴展閱讀
維基物種上的相關：大斑副唇魚